# 金奎娟
金奎娟（1965年2月10日—），女，辽宁沈阳人，中国光物理学家，中国科学院物理研究所研究员、中国科学院院士。

## 生平
金奎娟于山东大学光学系本科毕业后进入中国科学院物理研究所深造，师从光物理学家杨国桢院士。1995年获博士学位后留所工作。此后曾赴美国橡树岭国家实验室和田纳西大学、瑞典隆德大学从事博士后研究。2003年回到中科院物理所，2004年起任研究员、博士生导师。2009年至2017年间出任中科院光物理重点实验室主任。
金奎娟是英国物理学会会士（2011年）、美国物理学会会士（2012年）、中国科学院院士（2023年），并曾任中国物理学会常务理事、光物理专业委员会主任、女物理工作委员会主任，亚太物理学会（AAPPS）常务理事，国际纯粹与应用物理学联合会副主席、物理发展委员会（C13）副主任等职。